# Jon Santacana Maiztegui
Jon Santacana Maiztegui (1 de novembre de 1980, Sant Sebastià, Guipúscoa) és un esquiador alpí paralímpic amb deficiència visual classificat com a B2 en la Classificació Paralímpica d'Esquí Alpí. El seu guia és Miguel Galindo Garcés.
Santacana ha competit en els Campionats del Món i la Copa del Món organitzats pel Comitè Paralímpic Internacional, a la Copa d'Europa i en les competicions nacionals espanyoles. Va guanyar un or en els Campionats del Món d'Anzerw 2000 -Suïssa- i un or i dues plates en els de Kanwoland 2009 -Corea del Sud-. També va representar a Espanya en els Jocs Paralímpics de Salt Lake City a 2002, els Jocs Paralímpics de Torí a 2006 i els Jocs Paralímpics de Vancouver a 2010, guanyant un or i dos bronzes a Salt Lake City, i un or i dues plates a Vancouver.
El 2011, al Campionat del Món celebrat a Sestriere, Itàlia, va ser plata en descens i eslàlom, i or en Súper G, Súper Combinada i eslàlom gegant.
El 2013 va guanyar tres ors al costat de Galindo a les proves de descens, Súper G i eslàlom gegant en el Campionat del Món celebrat a La Molina, Girona.